# ディウルノ

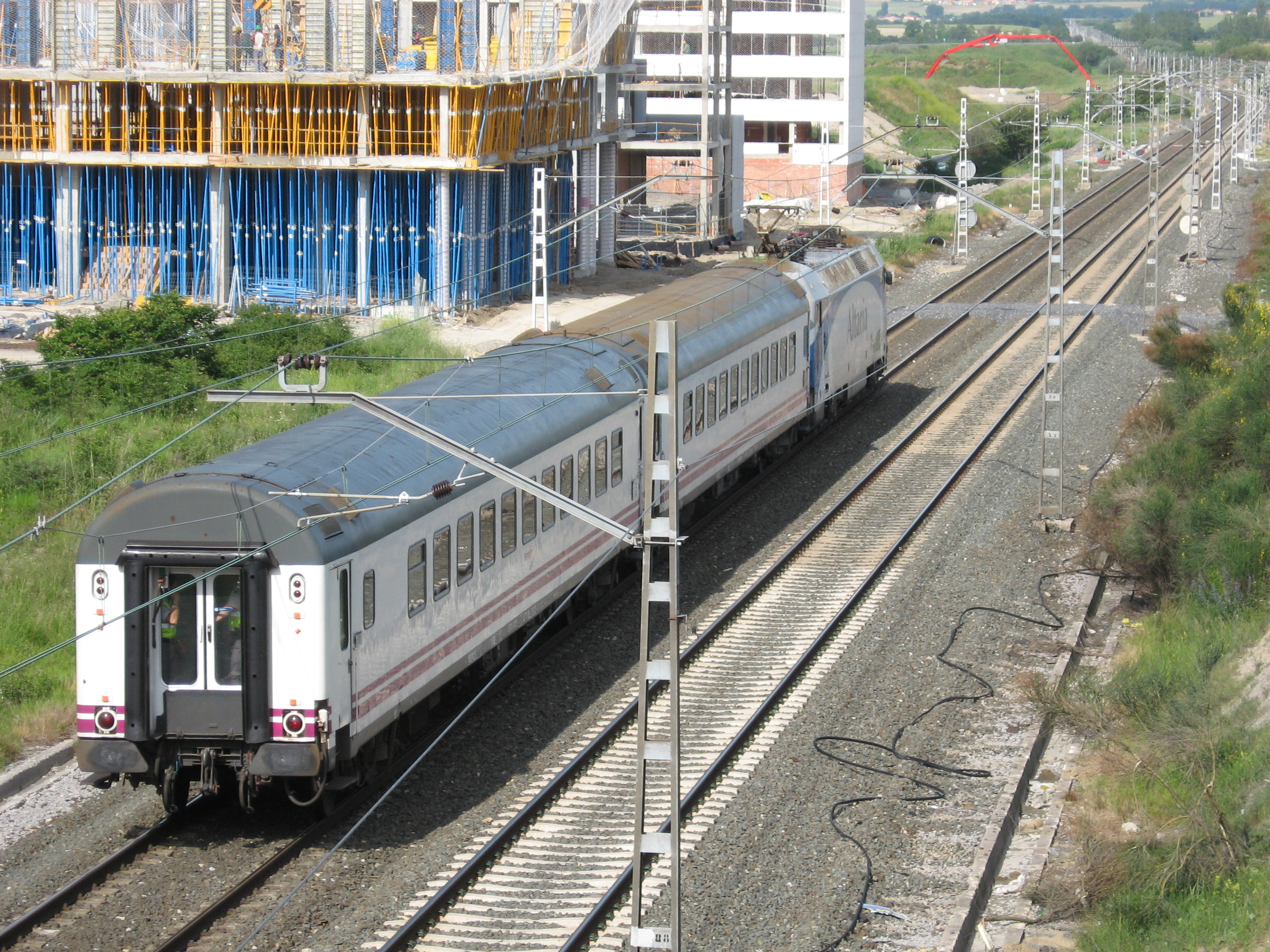
イルンへ向けてビトリアを出発したかつてのディウルノ280列車（ガリシア～バスク）

ディウルノ（スペイン語: Diurno）はスペインの鉄道における列車種別名称の一つである。1980年代から90年代初頭にかけてはラピド（Rápido）と呼ばれていた。
列車は機関車が客車を牽く古典的な方式で運行されており、現在では、バスク地方とサラマンカの間を結ぶ列車が残るのみとなっている。この列車の牽引機関車には269形・252形電気機関車及び333形・334形のディーゼル機関車が使用されている。客車にはスペイン国鉄によって1980年から1985年にかけて導入された9000系客車が使用されている。走行時に高い性能と安定性を発揮し、GC（Gran Confort、高快適）ボギー台車もしくはフィアット製ボギー台車の採用によって時速160kmで走行可能な9000系は革新的な客車であった。しかし近年、十分な整備が行われなかった事や高速鉄道に重点がおかれた事によりサービスは低下してきている。
当初、列車には一等車、二等車、カフェテリア、食堂車が連結され、託児所もあった。一部の列車には荷物車が連結されており、さらに一部の列車には郵便車も連結されていた。また、旅客用車運車を連結する列車もあった。この車運車はしばしば夜行列車にも連結されていた。
今日までに多くの客車は解体され、或いは廃車体として駅に放置されるか、2000系客車（アルコ）に改造された。

## 諸元
- 運用線区：バスク地方～サラマンカ
- 製造者：CAF
- 製造数：140（9000系客車製造総数)
- 営業開始：1980年～1985年
- 設計最高速度：160 km/h
- 営業最高速度：160 km/h
- 座席数：80（現在、ディウルノに使用されている二等車の場合）
- 電化：直流 3 kV
- 軌間：1.668 mm

## 運行区間

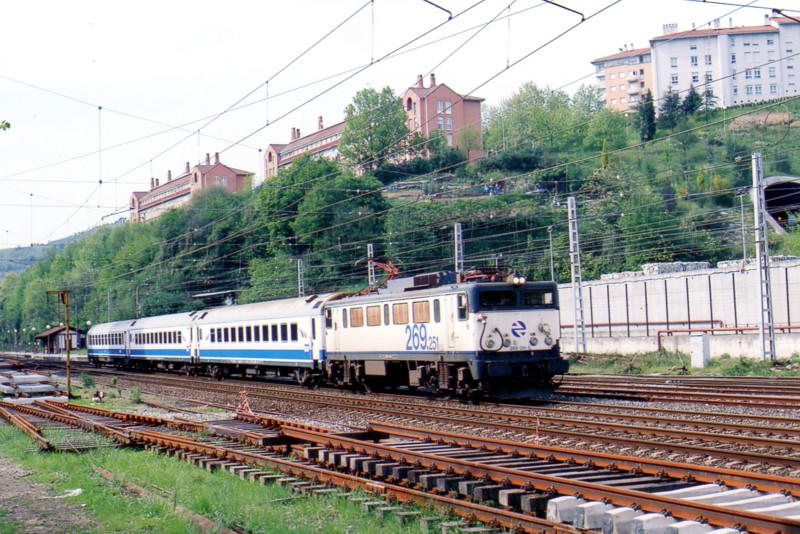
エレンテリア付近を走行するかつてのディウルノ280列車（ガリシア～バスク）

ディウルノ バスク地方～サラマンカ 「イベリア」
Diurno País Vasco-Salamanca "Iberia"
ビルバオ編成

- ビルバオ・アバンド駅（Bilbao-Abando）
- リョディオ（Llodio）
- イザラ（Izarra）

イルン/アンダイエ編成

- アンダイエ（Hendaya）
- イルン（Irún）
- サン・セバスティアン（San Sebastián）
- スマラガ（Zumárraga）
- アルサスア（Alsasua）
- ビトリア・ガスティス（Vitoria-Gasteiz）

併結区間

- ミランダ・デ・エブロ（Miranda de Ebro）
- ブルゴス（Burgos）
- ベンタ・デ・バーニョス（Venta de Baños）
- バリャドリッド・カンポ・グランデ駅（Valladolid-Campo Grande）
- メディナ・デル・カンポ（Medina del Campo）
- カンタラピエドラ（Cantalapiedra）
- サラマンカ（Salamanca）

## 廃止されたディウルノ・ラピド
| 列車名(番号)                                            | 区間                                                                                      | 運行期間         | その他 |
| ------------------------------------------------------- | ----------------------------------------------------------------------------------------- | ---------------- | --- |
| ディウルノ・リオ・アラゴン Diurno Río Aragón            | マドリード・チャマルティン ～ ハカ（～ カンフランク（Canfranc）初期のみ）                 | 198x年 ～ 2003年 | 現在はサラゴサ（デリシアス駅）～ハカ間のTRDとなっている。 |
| コバドンガ Covadonga (620/623)                          | ヒホン・セルカニーアス ～ バルセロナ・サンツ                                              | ～ 2008年        | タルゴIII・タルゴIVを使用し、バルセロナ～レオン間でバルセロナ～ア・コルーニャ/ビーゴ間のタルゴ・フィニステレ（"Talgo FinisTerre"）と併結するタルゴ・コバドンガ（"Talgo Covadonga"）となった。その後、バルセロナ～ビーゴ間のアルビアとマドリード～ヒホン間のアルビアをレオンで乗り換える形となった。 |
| シエラ・デ・グレドス Sierra de Gredos                   | バルセロナ・サンツ ～ サラマンカ / カセレス / パレンシア                                  | 1988年 ～ 2000年 | バルセロナ・サンツ～サラマンカ間は新たにタルゴ・ミゲル・デ・ウナムーノ（Talgo Miguel de Unamuno）のサラマンカ編成として運行 |
| イベリア Iberia (410/413)                               | バスク州 ～ ビラール・フォルモーソ（Vilar Formoso）/ カセレス / マドリード                |                  | 現在はバスク州～サラマンカ間のみの運行 |
| カミーノ・デ・サンティアゴ Camino de Santiago (280/283) | バスク州 - ガリシア州                                                                     | ～ 2008年5月     | 同名のアルコで置き換え |
| トーレ・デル・オーロ Torre del Oro                      | バルセロナ・サンツ ～ バレンシア北駅 ～ アルカサル・デ・サン・フアン ～ カディス          | ～ 2004年        | バルセロナ ～ マドリード・アトーチャ ～ セビリア・サンタ・フスタ間のAVEに置き換え |
| ガルシーア・ロルカ García Lorca                         | バルセロナ・サンツ ～ バレンシア北駅 ～ アルカサル・デ・サン・フアン ～ マラガ / グラナダ |                  | 同名のアルコのうち、セビリア / バダホス / アルメリア発着以外が後継列車 |
| プルマン・サルダーニャ Pullman Cerdanya                 | バルセロナ・サンツ ～ ラトゥール＝ドゥ＝カロル                                            | ～ 1992年        | 廃止 |
| アルコ Arco                                             | ポルトボウ ～ バルセロナ・サンツ ～ バレンシア北駅                                        | ～ 2006年        | バルセロナ・フランサ駅 ～ バレンシア北駅間で2008年まで運行された後、アラリスに置き換え。 |
| アルコ Arco                                             | バルセロナ・フランサ ～ ムルシア州                                                        | ～ 2008年        | バルセロナ・サンツ駅発着のタルゴVIIに置き換え |